# Гатње
Гатње (алб. Gaçkë) је насељено место у општини Урошевац, на Косову и Метохији. Према попису становништва из 2011. у насељу је живело 2.368 становника.

## Становништво
Према попису из 2011. године, Гатње има следећи етнички састав становништва:
| Националност | 2011.          |
| Албанци      | 2.356 (99,49%) |
| Бошњаци      | 1 (0,04%)      |
| недоступно   | 11 (0,47%)     |
| Укупно       | 2.368          |

| Демографија | Демографија | Демографија |
| Година      | Становника  | Становника  |
| ----------- | ----------- | ----------- |
| 1948.       | 959         |             |
| 1953.       | 1.020       |             |
| 1961.       | 1.081       |             |
| 1971.       | 1.268       |             |
| 1981.       | 1.723       |             |
| 1991.       | 2.048       |             |
| 2011.       | 2.368       |             |